# Liste der Kulturgüter von nationaler Bedeutung im Kanton Graubünden
Diese Liste enthält alle national bedeutenden Kulturgüter (A-Objekte, geregelt in KGSV) im Kanton Graubünden, die in der Ausgabe 2009 (Stand: 1. Januar 2021) des Schweizerischen Inventars der Kulturgüter von nationaler und regionaler Bedeutung vermerkt sind. Sie ist nach politischen Gemeinden sortiert; enthalten sind 174 Einzelbauten, 16 Sammlungen und 38 archäologische Fundstellen.

## Abkürzungen
- A: Archäologie
- Arch: Archiv
- B: Bibliothek
- E: Einzelobjekt
- M: Museum
- O: Mehrteiliges Objekt

## Inventar nach Gemeinde

### Albula/Alvra
| KGS-Nr. | Foto | Objektbezeichnung                                                                                 | Typ | Adresse                        | Koordinaten     |
| ------- | ---- | ------------------------------------------------------------------------------------------------- | --- | ------------------------------ | --------------- |
| 02828   |      | Kirche St. Peter und Umgebung / Baselgia San Peder e conturn                                      | E   | Alvaschein, Curt da Mistail 50 | 762400 / 170580 |
| 02884   |      | Ruine Belfort / Ruina Belfort                                                                     | A O | Brienz/Brinzauls               | 766160 / 171180 |
| 03115   |      | Katholische Kirche St. Franziskus und Pfarrhaus / Baselgia catolica S. Francestg e chasa pravenda | E   | Mon, Veia Principala           | 762762 / 168781 |
| 03349   |      | Katholische Kirche St. Stefan und Umgebung / Baselgia catolica S. Stefan e conturn                | E   | Tiefencastel, Veia Baselgia    | 763490 / 170040 |
| 10035   |      | Grosses Haus / Tgesa Gronda                                                                       | E   | Brienz/Brinzauls, Vazerol 66   | 763552 / 171025 |

### Andeer
| KGS-Nr. | Foto | Objektbezeichnung          | Typ | Adresse           | Koordinaten     |
| ------- | ---- | -------------------------- | --- | ----------------- | --------------- |
| 02833   |      | Haus Padrun / Chasa Padrun | E   | Veia Sgraffito 64 | 752323 / 163193 |

### Arosa
| KGS-Nr. | Foto | Objektbezeichnung                                                           | Typ | Adresse         | Koordinaten     |
| ------- | ---- | --------------------------------------------------------------------------- | --- | --------------- | --------------- |
| 09075   |      | Langwieser Viadukt der Rhätischen Bahn                                      | E   | Langwies        | 772929 / 187652 |
| 09613   |      | Carschlingg (prähistorische / spätrömische / frühmittelalterliche Siedlung) | A   | Castiel, Pasuna | 765000 / 189750 |

### Avers
| KGS-Nr. | Foto | Objektbezeichnung                     | Typ | Adresse                 | Koordinaten     |
| ------- | ---- | ------------------------------------- | --- | ----------------------- | --------------- |
| 02855   |      | Reformierte Kirche/Baselgia refurmeda | E   | Cresta 105 (Chilchawäg) | 759477 / 148783 |

### Bergün Filisur
| KGS-Nr. | Foto | Objektbezeichnung                                                                  | Typ | Adresse      | Koordinaten     |
| ------- | ---- | ---------------------------------------------------------------------------------- | --- | ------------ | --------------- |
| 02860   |      | Reformierte Kirche/Baselgia refurmada                                              | E   | Stugl        | 775500 / 169140 |
| 02864   |      | Haus Jenatsch, Haus mit Stall und Scheune/Chasa Jenatsch, chasa cun stalla e clavà | O   | Unterdorf 47 | 776620 / 166857 |
| 03009   |      | Schmittentobel-Landwasserviadukt der Rhätischen Bahn                               | E   |              | 771160 / 172400 |
| 10488   |      | Burgruine Greifenstein                                                             | A O |              | 772400 / 171800 |

### Bregaglia
| KGS-Nr. | Foto | Objektbezeichnung                                               | Typ | Adresse               | Koordinaten     |
| ------- | ---- | --------------------------------------------------------------- | --- | --------------------- | --------------- |
| 02878   |      | Palazzo Salis mit Garten                                        | O   | Bondo, Villaggio 1    | 762845 / 133761 |
| 02879   |      | Reformierte Kirche Nossa Donna Castelmur                        | E   | Bondo, Nossa Donna    | 763446 / 134219 |
| 03289   |      | Cas’Alta                                                        | E   | Soglio, Villaggio 120 | 761716 / 134463 |
| 03312   |      | Castello Castelmur                                              | E   | Stampa, Coltura       | 763440 / 134260 |
| 09269   |      | Casa Antonio mit Garten                                         | E   | Soglio, Villaggio 139 | 761794 / 134478 |
| 09270   |      | Casa Battista (Hotel Palazzo Salis)                             | O   | Soglio, Villaggio 131 | 761734 / 134476 |
| 09271   |      | Casa di Mezzo mit Stall                                         | E   | Soglio, Villaggio 137 | 761771 / 134477 |
| 09612   |      | Burg Castelmur (römische Raststätte / mittelalterliche Festung) | A   | Bondo, Turisch        | 763340 / 134400 |

### Breil/Brigels
| KGS-Nr. | Foto | Objektbezeichnung | Typ | Adresse                            | Koordinaten     |
| ------- | ---- | --- | --- | ---------------------------------- | --------------- |
| 02883   |      | Kapelle St. Eusebius / Chaplutta Sogn Sievi                                                                          | E   | Cuort                              | 723980 / 181659 |
| 03415   |      | Reformierte Kirche Waltensburg mit Fresken / Baselgia refurmada Vuorz cun frescos                                    | E   | Waltensburg/Vuorz, Cadruvi 2       | 728210 / 182029 |
| 03419   |      | Höhlenburg Ruine (Kropfenstein) / Ruina Grotta (Kropfenstein)                                                        | A O | Waltensburg/Vuorz, Via Priel       | 726990 / 181199 |
| 09618   |      | St. Jörgenberg; prähistorische Siedlung, mittelalterliche Burg / Munt S. Gieri; colonia preistorica, chastè medieval | E   | Waltensburg/Vuorz, Munt Sogn Gieri | 729780 / 182439 |
| 10067   |      | Richtstätte/Galgen / Lieu d‘execuziun/furtga                                                                         | E   | Waltensburg/Vuorz, Fuortgas        | 729410 / 182169 |

### Brusio
| KGS-Nr. | Foto | Objektbezeichnung                                                  | Typ | Adresse           | Koordinaten     |
| ------- | ---- | ------------------------------------------------------------------ | --- | ----------------- | --------------- |
| 02886   |      | Gruppe der 9 «Crot» / Gruppo di 9 «Crot»                           | O   | La Costa          | 807346 / 126342 |
| 02887   |      | Kirche San Romerio und Umgebung / Chiesa di San Romerio e dintorni | E   | Alpe San Romerio  | 806359 / 129140 |
| 10380   |      | Haus Risch / Casa di Risch                                         | E   | Via Cantonale 186 | 807623 / 124998 |

### Cazis
| KGS-Nr. | Foto | Objektbezeichnung                      | Typ | Adresse            | Koordinaten     |
| ------- | ---- | -------------------------------------- | --- | ------------------ | --------------- |
| 02907   |      | Cresta (prähistorische Siedlung)       | A   | Cresta             | 752330 / 175250 |
| 02908   |      | Katholische Begräbniskirche St. Martin | E   | St. Martinsstrasse | 752726 / 176200 |
| 02911   |      | Kapelle St. Wendelin                   | E   | Am Dorfplatz 17    | 752140 / 176310 |

### Celerina/Schlarigna
| KGS-Nr. | Foto | Objektbezeichnung                                                                | Typ | Adresse               | Koordinaten     |
| ------- | ---- | -------------------------------------------------------------------------------- | --- | --------------------- | --------------- |
| 02912   |      | Reformierte Kirche San Gian und Umgebung / Baselgia refurmeda San Gian e conturn | E   | Vietta Plaun San Gian | 786550 / 154220 |

### Churwalden
| KGS-Nr. | Foto | Objektbezeichnung                        | Typ | Adresse                          | Koordinaten     |
| ------- | ---- | ---------------------------------------- | --- | -------------------------------- | --------------- |
| 02961   |      | Katholische Kirche St. Maria und Michael | E   | Hauptstrasse                     | 760110 / 184160 |
| 03123   |      | Schlössli Parpan                         | E   | Parpan, Mahlerweg 28 / Turrabüel | 761898 / 181004 |
| 10457   |      | Abtturm                                  | E   | Chlosterhof                      | 760140 / 184090 |

### Davos
| KGS-Nr. | Foto | Objektbezeichnung                            | Typ  | Adresse                        | Koordinaten     |
| ------- | ---- | -------------------------------------------- | ---- | ------------------------------ | --------------- |
| 02967   |      | Zürcher Höhenklinik                          | E    | Klinikstrasse 6 / Clavadel 681 | 781500 / 182480 |
| 02968   |      | Grosses Jenatschhaus (ehemaliges Pfrundhaus) | E    | Davos Dorf, Museumstrasse 1a   | 783507 / 186923 |
| 02969   |      | Steigenberger Grandhotel Belvédère           | E    | Davos Platz, Promenade 89      | 782286 / 186052 |
| 02970   |      | Kirchner Museum (Gebäude)                    | M    | Davos Platz, Promenade 82      | 782280 / 185995 |
| 08482   |      | Kirchner Museum (Sammlung)                   | M    | Davos Platz, Promenade 82      | 782280 / 185995 |
| 08961   |      | Archiv der Landschaft Davos, Rathaus         | Arch | Davos Platz, Berglistutz 1     | 781900 / 185240 |
| 09049   |      | Berghotel Schatzalp (ehemaliges Sanatorium)  | E    | Schatzalp 878                  | 781313 / 186092 |
| 10458   |      | Waldfriedhof                                 | E    | Davos Frauenkirch, Wildboden   | 780869 / 182752 |

### Disentis/Mustér
| KGS-Nr. | Foto | Objektbezeichnung                                                                                | Typ        | Adresse         | Koordinaten     |
| ------- | ---- | ------------------------------------------------------------------------------------------------ | ---------- | --------------- | --------------- |
| 02985   |      | Kapelle St. Maria / Chaplutta S. Maria                                                           | E          | Via Acletta     | 706957 / 173059 |
| 02986   |      | Kapelle St. Agatha Disentis / Baselgia catolica Sontga Gada                                      | E          | Via Sontga Gada | 707858 / 172480 |
| 02987   |      | Kloster St. Martin, Kirche und Umgebung / Claustra Sogn Martin, baselgia e conturn               | Arch B M O | Via Claustra 3  | 708366 / 173799 |
| 02988   |      | Kapelle St. Luzius / Chaplutta S. Lezi                                                           | E          | Via Disla       | 709720 / 174339 |
| 08557   |      | Kloster St. Martin, Museumssammlung und Archiv (Musikaliensammlung) / Claustra S. Martin, museum | M          | Via Claustra 3  | 708366 / 173799 |
| 09303   |      | Kloster St. Martin, Bibliothek / Claustra S. Martin, biblioteca                                  | M          | Via Claustra 3  | 708366 / 173799 |
| 10512   |      | Russeinerbrücke / Punt Russein                                                                   | E          | Via Sursilvana  | 711429 / 175538 |

### Domat/Ems
| KGS-Nr. | Foto | Objektbezeichnung                                                                         | Typ | Adresse         | Koordinaten     |
| ------- | ---- | ----------------------------------------------------------------------------------------- | --- | --------------- | --------------- |
| 02993   |      | Kirche St. Johannes, Kapelle und Beinhaus / Baselgia catolica S. Gion, chaplutta e carner | O   | Crestas         | 753460 / 189320 |
| 02994   |      | Kirche St. Peter / Chaplutta S. Pieder                                                    | E   | Via Sogn Pieder | 753320 / 189090 |

### Domleschg
| KGS-Nr. | Foto | Objektbezeichnung                                            | Typ | Adresse               | Koordinaten     |
| ------- | ---- | ------------------------------------------------------------ | --- | --------------------- | --------------- |
| 03125   |      | Kapelle St. Lorenz                                           | E   | Paspels               | 752660 / 180340 |
| 03126   |      | Kapelle St. Maria Magdalena                                  | E   | Paspels, Dusch        | 753650 / 180340 |
| 03157   |      | Schloss Rietberg                                             | E   | Pratval, Rietberg     | 753564 / 178032 |
| 03368   |      | Katholische Kirche St. Maria e Maurezzi                      | E   | Tomils, Hauptstrasse  | 752780 / 181090 |
| 03369   |      | Burg Ortenstein                                              | A E | Tomils, Ortenstein 71 | 752522 / 180672 |
| 09617   |      | S. Murezi (frühmittelalterliche Kirchengebäude/Nebengebäude) | A   | Tomils                | 753070 / 181049 |

### Falera
| KGS-Nr. | Foto | Objektbezeichnung | Typ | Adresse | Koordinaten     |
| ------- | ---- | --- | --- | ------- | --------------- |
| 02998   |      | Katholische Kirche St. Remigius / Baselgia catolica S. Rumetg                                                                    | E   |         | 737060 / 184701 |
| 09615   |      | Muota e Planezzas (prähistorische Siedlung, Megalithenanlage) / Muota e Planezzas (Colonia preistorica, stabiliment da megalits) | A   |         | 737130 / 184742 |

### Fideris
| KGS-Nr. | Foto | Objektbezeichnung | Typ | Adresse         | Koordinaten     |
| ------- | ---- | ----------------- | --- | --------------- | --------------- |
| 03004   |      | Türmlihaus        | E   | Hauptstrasse 12 | 775479 / 198602 |
| 10401   |      | Wohnhaus          | E   | Madinis 41      | 775784 / 198690 |

### Fläsch
| KGS-Nr. | Foto | Objektbezeichnung            | Typ | Adresse      | Koordinaten     |
| ------- | ---- | ---------------------------- | --- | ------------ | --------------- |
| 03011   |      | Festung Luziensteig          | O   | Steigstrasse | 758751 / 211785 |
| 10476   |      | Letzi Grafenberg (Talsperre) | A   |              | 757640 / 212640 |
| 10477   |      | Kleine Schanze               | A   | Schanze      | 759000 / 210840 |

### Flims
| KGS-Nr. | Foto | Objektbezeichnung                       | Typ | Adresse                      | Koordinaten     |
| ------- | ---- | --------------------------------------- | --- | ---------------------------- | --------------- |
| 03016   |      | Schlössli Flims (heutiges Gemeindehaus) | E   | Via dil Casti 2 / Via Sulten | 740837 / 188883 |

### Fürstenau
| KGS-Nr. | Foto | Objektbezeichnung    | Typ | Adresse        | Koordinaten     |
| ------- | ---- | -------------------- | --- | -------------- | --------------- |
| 03019   |      | Unteres Schloss      | E   | Schlossgass 70 | 753379 / 176394 |
| 03020   |      | Haus Stoffel         | E   | Schlossgass 65 | 753481 / 176379 |
| 10044   |      | Schloss Schauenstein | E   | Schlossgass 71 | 753456 / 176421 |

### Grono
| KGS-Nr. | Foto | Objektbezeichnung | Typ | Adresse | Koordinaten     |
| ------- | ---- | ----------------- | --- | ------- | --------------- |
| 03026   |      | Torre Fiorenzana  | E   | Torr    | 731983 / 123528 |

### Haldenstein
| KGS-Nr. | Foto | Objektbezeichnung   | Typ | Adresse      | Koordinaten     |
| ------- | ---- | ------------------- | --- | ------------ | --------------- |
| 03030   |      | Schloss Haldenstein | E   | Schlossweg 4 | 759182 / 194041 |
| 03032   |      | Ruine Haldenstein   | A O |              | 758902 / 194258 |

### Ilanz/Glion
| KGS-Nr. | Foto | Objektbezeichnung                                                 | Typ | Adresse                   | Koordinaten     |
| ------- | ---- | ----------------------------------------------------------------- | --- | ------------------------- | --------------- |
| 03044   |      | Reformierte Kirche St. Margareta / Baselgia refurmada S. Margreta | E   | Ilanz, Via Porta Cotschna | 734760 / 181739 |
| 03045   |      | Reformierte Kirche St. Martin / Baselgia refurmada S. Martin      | E   | Ilanz, Via Sogn Martin    | 734650 / 181079 |
| 03134   |      | Reformierte Kirche / Baselgia refurmada                           | E   | Pitasch, Sumvitg          | 735910 / 177049 |

### Jenins
| KGS-Nr. | Foto | Objektbezeichnung       | Typ | Adresse | Koordinaten     |
| ------- | ---- | ----------------------- | --- | ------- | --------------- |
| 03051   |      | Burgruine Neu-Aspermont | A E |         | 761710 / 207990 |

### Klosters
| KGS-Nr. | Foto | Objektbezeichnung  | Typ | Adresse                  | Koordinaten     |
| ------- | ---- | ------------------ | --- | ------------------------ | --------------- |
| 03053   |      | Reformierte Kirche | E   | Klosters Platz, Am Platz | 786260 / 193920 |

### Küblis
| KGS-Nr. | Foto | Objektbezeichnung                      | Typ | Adresse     | Koordinaten     |
| ------- | ---- | -------------------------------------- | --- | ----------- | --------------- |
| 09046   |      | Zentrale Küblis der Bündner Kraftwerke | E   | Büdemji 65b | 778477 / 198505 |

### La Punt Chamues-ch
| KGS-Nr. | Foto | Objektbezeichnung                | Typ | Adresse                                  | Koordinaten     |
| ------- | ---- | -------------------------------- | --- | ---------------------------------------- | --------------- |
| 03159   |      | Haus Merleda / Chesa Merleda     | E   | Chamues-ch, Via Cumünela 5               | 790665 / 161686 |
| 03164   |      | Haus Albertini / Chesa Albertini | O   | La Punt, Via Chantunela 37/Via d’Alvra 2 | 790596 / 161683 |

### Landquart
| KGS-Nr. | Foto | Objektbezeichnung               | Typ | Adresse            | Koordinaten     |
| ------- | ---- | ------------------------------- | --- | ------------------ | --------------- |
| 03039   |      | Schloss Marschlins und Umgebung | O   | Igis, Gandastrasse | 763324 / 202618 |

### Lantsch/Lenz
| KGS-Nr. | Foto | Objektbezeichnung                                                                               | Typ | Adresse    | Koordinaten     |
| ------- | ---- | ----------------------------------------------------------------------------------------------- | --- | ---------- | --------------- |
| 03061   |      | Alte katholische Kirche St. Maria mit Friedhof / Veglia baselgia catolica S. Maria, cun santeri | E   | Sumvoi 133 | 762170 / 172360 |

### Lumnezia
| KGS-Nr. | Foto | Objektbezeichnung | Typ | Adresse               | Koordinaten     |
| ------- | ---- | --- | --- | --------------------- | --------------- |
| 03074   |      | Crestaulta und Cresta Petschna (bronzezeitliche Alpsiedlung, Nekropole) / Crestaulta e Cresta Petschna (colonia alpina dal temp da bronz, necropols) | A   | Lumbrein, Surin       | 727940 / 169519 |
| 03389   |      | Katholische Kirche St. Vinzenz / Baselgia catolica S. Vincenz                                                                                        | E   | Vella, Pleif          | 733060 / 175269 |
| 03412   |      | Katholische Pfarrkirche St. Maria mit Beinhaus / Baselgia catolica S. Maria e carner                                                                 | O   | Vrin, Via Principala  | 727110 / 168449 |
| 10043   |      | Kapelle St. Sebastian / Chaplutta S. Bistgaun | E   | Degen, Degen Dado     | 732580 / 174519 |
| 10061   |      | Katholische Kirche St. Lorenz / Baselgia catolica S. Luregn                                                                                          | O   | Surcasti              | 733186 / 173760 |
| 10402   |      | Doppelhaus / Chasa dubla | E   | Lumbrein, Fontauna 30 | 729756 / 171628 |

### Luzein
| KGS-Nr. | Foto | Objektbezeichnung     | Typ | Adresse                            | Koordinaten     |
| ------- | ---- | --------------------- | --- | ---------------------------------- | --------------- |
| 03080   |      | Sprecher-Haus         | E   | Rathausgasse 66                    | 777120 / 199300 |
| 10405   |      | Haus mit Stallscheune | E   | St. Antönien Ascharina, Berawis 68 | 780504 / 203811 |
| 10489   |      | Ruine Castels         | A O | Putz                               | 775640 / 199650 |

### Maienfeld
| KGS-Nr. | Foto | Objektbezeichnung                    | Typ | Adresse         | Koordinaten     |
| ------- | ---- | ------------------------------------ | --- | --------------- | --------------- |
| 03084   |      | Schloss Brandis (Turm mit Malereien) | O   | Stutz           | 759090 / 208270 |
| 03085   |      | Schloss Salenegg                     | O   | Steigstrasse 21 | 758907 / 208737 |

### Malans
| KGS-Nr. | Foto | Objektbezeichnung                         | Typ | Adresse       | Koordinaten     |
| ------- | ---- | ----------------------------------------- | --- | ------------- | --------------- |
| 03095   |      | Schloss Bothmar mit Nebengebäude und Park | O   | Rüfigasse 103 | 762572 / 206034 |
| 10478   |      | Rohan-Schanze                             | A   | Landstrasse   | 761220 / 204760 |

### Mesocco
| KGS-Nr. | Foto | Objektbezeichnung                                              | Typ | Adresse  | Koordinaten     |
| ------- | ---- | -------------------------------------------------------------- | --- | -------- | --------------- |
| 03109   |      | Burg / Castello                                                | O   |          | 738050 / 138150 |
| 03110   |      | Kirche St. Maria von der Burg / Chiesa di S. Maria al Castello | E   | Castello | 738050 / 138199 |

### Pontresina
| KGS-Nr. | Foto | Objektbezeichnung                                                       | Typ | Adresse         | Koordinaten     |
| ------- | ---- | ----------------------------------------------------------------------- | --- | --------------- | --------------- |
| 03135   |      | Kirche St. Maria mit Friedhof / Baselgia refurmada S. Maria cun santeri | E   | Via Giarsun 58  | 789699 / 151731 |
| 03136   |      | Grand Hotel Kronenhof / Grandhotel Kronenhof                            | E   | Via Maistra 130 | 789040 / 152120 |
| 10048   |      | Burgturm Spaniola / Tuor Spagnöla                                       | E   | Via Giarsun 56  | 789698 / 151655 |

### Poschiavo
| KGS-Nr. | Foto | Objektbezeichnung | Typ | Adresse                                     | Koordinaten     |
| ------- | ---- | --- | --- | ------------------------------------------- | --------------- |
| 03138   |      | Haus Devon / House Devon | E   | Via di Palaz 104                            | 801765 / 133578 |
| 03140   |      | De Bassus Mengotti Palast (Museum) / Palazzo De Bassus Mengotti (Museo)                                                                          | E   | Via da Spultri                              | 801579 / 133940 |
| 03141   |      | Katholische Kirche St. Maria Assunta / Chiesa cattolica di S. Maria Assunta                                                                      | E   | Via da S. Maria 93                          | 801889 / 133270 |
| 03142   |      | Katholische Stiftskirche St. Viktor / Chiesa collegiata cattolica di S. Vittore                                                                  | E   | Via dal Pedriöl 135                         | 801709 / 133886 |
| 03143   |      | Pfarrkirche St. Carlo Borromeo / Chiesa parrocchiale di S. Carlo Borromeo                                                                        | E   | San Carlo, Raviscé 476                      | 801929 / 135830 |
| 03144   |      | Ehemaliges Kloster St. Maria Presentata mit Mönchskapelle St. Maria Presentata / Vecchio Monastero con cappella monastica di S. Maria Presentata | O   | Via dal Cunvent 45 / Via da Sotsassa 48, 49 | 801776 / 133872 |
| 09267   |      | Dorizzi Palast (Crameri) / Palazzo Dorizzi (Crameri)                                                                                             | E   | San Carlo, Via Principale 473               | 801854 / 135807 |
| 10049   |      | Haus Tomé / Casa Tomé | E   | Via di Puntunai 218                         | 801627 / 133855 |
| 10050   |      | Mühle von Aino, Sägewerk, Schmiede / Mulino di Aino, segherie, fucina                                                                            | E   | San Carlo, Via da Prülasch 427              | 801758 / 135260 |
| 10378   |      | Haus / Casa | E   | Li Curt                                     | 802082 / 132241 |

### Rhäzüns
| KGS-Nr. | Foto | Objektbezeichnung                                                                | Typ | Adresse        | Koordinaten     |
| ------- | ---- | -------------------------------------------------------------------------------- | --- | -------------- | --------------- |
| 03168   |      | Katholische Kirche St. Georg mit Fresken / Baselgia catolic S. Gieri cun frescos | E   |                | 750390 / 185470 |
| 03169   |      | Katholische Kirche St. Paul / Baselgia catolic S. Pol                            | E   | Via Mulin Sura | 749380 / 184580 |

### Rheinwald
| KGS-Nr. | Foto | Objektbezeichnung                    | Typ | Adresse              | Koordinaten     |
| ------- | ---- | ------------------------------------ | --- | -------------------- | --------------- |
| 03035   |      | Alte Landbrücke                      | E   | Hinterrhein          | 735280 / 154578 |
| 10555   |      | Ehemalige Säumerherberge Weiss Kreuz | E   | Oberdorf 38, Splügen | 744449 / 157550 |

### Rossa
| KGS-Nr. | Foto | Objektbezeichnung                                                                                          | Typ | Adresse        | Koordinaten     |
| ------- | ---- | --- | --- | -------------- | --------------- |
| 03177   |      | Katholische Pfarrkirche St. Dominika und Beinhaus / Chiesa parrocchiale cattolica di S. Domenica e Ossario | O   | Santa Domenica | 729630 / 134769 |

### Rothenbrunnen
| KGS-Nr. | Foto | Objektbezeichnung               | Typ | Adresse | Koordinaten     |
| ------- | ---- | ------------------------------- | --- | ------- | --------------- |
| 10479   |      | Hochjuvalt, Burgruine/Talsperre | A   |         | 751368 / 182644 |

### Roveredo
| KGS-Nr. | Foto | Objektbezeichnung                                                         | Typ | Adresse      | Koordinaten     |
| ------- | ---- | ------------------------------------------------------------------------- | --- | ------------ | --------------- |
| 03184   |      | Kirche Madonna der geschlossenen Brücke / Chiesa Madonna del Ponte chiuso | O   | Sant’Ana 273 | 730460 / 121240 |

### Safiental
| KGS-Nr. | Foto | Objektbezeichnung                    | Typ | Adresse            | Koordinaten     |
| ------- | ---- | ------------------------------------ | --- | ------------------ | --------------- |
| 03342   |      | Reformierte Kirche                   | E   | Tenna, Mitte 34    | 745268 / 179111 |
| 03379   |      | Wohnhaus mit Stallscheune, Haus Joos | O   | Valendas, Fraissen | 740700 / 183519 |
| 09102   |      | Türelihus                            | E   | Valendas, No. 69   | 740800 / 183549 |

### Sagogn
| KGS-Nr. | Foto | Objektbezeichnung | Typ | Adresse                   | Koordinaten     |
| ------- | ---- | --- | --- | ------------------------- | --------------- |
| 03196   |      | Katholische Kirche St. Maria mit Pfarrhaus / Baselgia catolica S. Maria, cun chasa pravenda                                                                                    | O   | Vitg Dadens, Via Baselgia | 738600 / 183579 |
| 03197   |      | Burg Schiedberg; Bregl da Haida, prähistorische Siedlung; mittelalterliche Burg; Kirche / Chastè da Schiedberg; Bregl da Haida, colonia preistorica; chastè medieval; baselgia | A   | Via Vilada                | 739550 / 183980 |

### Samedan
| KGS-Nr. | Foto | Objektbezeichnung                                                     | Typ | Adresse              | Koordinaten     |
| ------- | ---- | --------------------------------------------------------------------- | --- | -------------------- | --------------- |
| 09302   |      | Bibliothek der Stiftung Planta / Biblioteca da la Fundaziun de Planta | B   | Mulins 2 / Plazzet 2 | 786640 / 156572 |
| 10055   |      | Katholische Herz-Jesu-Kirche / Baselgia catolica Herz-Jesu            | E   | Surtuor 19, 19a      | 786320 / 156520 |

### San Vittore
| KGS-Nr. | Foto | Objektbezeichnung                                                 | Typ | Adresse        | Koordinaten     |
| ------- | ---- | ----------------------------------------------------------------- | --- | -------------- | --------------- |
| 03207   |      | Kapelle St. Lucius und Umgebung / Cappella di S. Lucio e dintorni | E   | Pala, Via Pala | 728565 / 122210 |
| 03211   |      | Turm von Pala / Torre di Pala                                     | E   | Pala           | 728550 / 122300 |

### Santa Maria in Calanca
| KGS-Nr. | Foto | Objektbezeichnung | Typ | Adresse     | Koordinaten     |
| ------- | ---- | --- | --- | ----------- | --------------- |
| 03212   |      | Kirche St Maria Assunta und Pfarrhaus (ehemaliges Kloster) / Chiesa S. Maria Assunta e casa parrocchiale (vecchio convento) | E   | Paese 1, 1a | 731630 / 124830 |
| 03213   |      | Burg / Castello | O   | Paese       | 731620 / 124859 |

### S-chanf
| KGS-Nr. | Foto | Objektbezeichnung                                                       | Typ | Adresse          | Koordinaten     |
| ------- | ---- | ----------------------------------------------------------------------- | --- | ---------------- | --------------- |
| 10404   |      | Haus mit Stall und Scheune / Chasa cun stalla e clavà                   | E   | Bügl Suot 107    | 795113 / 165531 |
| 10406   |      | Doppelhaus mit Ställen und Scheunen / Chasa dubla cun stallas e clavads | E   | Susauna 216, 217 | 795329 / 168217 |

### Scharans
| KGS-Nr. | Foto | Objektbezeichnung                   | Typ | Adresse         | Koordinaten     |
| ------- | ---- | ----------------------------------- | --- | --------------- | --------------- |
| 03239   |      | Haus Bardill (ehemaliges Haus Gees) | E   | Davos Cresta 37 | 754475 / 175894 |

### Schiers
| KGS-Nr. | Foto | Objektbezeichnung  | Typ | Adresse | Koordinaten     |
| ------- | ---- | ------------------ | --- | ------- | --------------- |
| 03243   |      | Salginatobelbrücke | E   | Crausch | 773422 / 205931 |

### Schluein
| KGS-Nr. | Foto | Objektbezeichnung                                                          | Typ | Adresse                   | Koordinaten     |
| ------- | ---- | -------------------------------------------------------------------------- | --- | ------------------------- | --------------- |
| 03246   |      | Katholische Kirche St. Peter und Paul / Baselgia catolica SS. Peder e Paul | E   | Via Principala/Via Veglia | 736643 / 183524 |

### Schmitten
| KGS-Nr. | Foto | Objektbezeichnung                                    | Typ | Adresse | Koordinaten     |
| ------- | ---- | ---------------------------------------------------- | --- | ------- | --------------- |
| 10499   |      | Schmittentobel-Landwasserviadukt der Rhätischen Bahn | E   |         | 771160 / 172400 |

### Scuol
| KGS-Nr. | Foto | Objektbezeichnung | Typ | Adresse                 | Koordinaten     |
| ------- | ---- | --- | --- | ----------------------- | --------------- |
| 03248   |      | Reformierte Kirche mit Umgebung / Baselgia refurmada, cun contuorns                                                      | E   | Munt Baselgia / Plaz 70 | 818352 / 186593 |
| 03249   |      | Kurhaus Bogn Tarasp mit Nebengebäuden / Chasa da cura Bogn Tarasp cun edifizis daspera                                   | O   | Nairs 500               | 816577 / 185973 |
| 03338   |      | Schloss Tarasp und Umgebung / Chastè da Tarasp e conturn                                                                 | O   | Tarasp, Sparsels 140    | 815555 / 184741 |
| 03341   |      | Trinkhalle / Bavetta | E   | Tarasp, Bogn Tarasp     | 816840 / 185880 |
| 09611   |      | Schloss, prähistorische Siedlung; mittelalterliche Burg; Kirche / Chasté, colonia preistorica; chastè medieval; baselgia | E   | Ardez, Brölet           | 811240 / 184080 |
| 10057   |      | Chasa Wieland / Chasa Wieland                                                                                            | E   | Porta 29                | 818443 / 186642 |
| 10379   |      | Doppelhaus mit Ställen und Scheunen / Chasa dubla cun stallas e clavads                                                  | E   | Ardez, Fusch 155        | 810798 / 184182 |

### Seewis im Prättigau
| KGS-Nr. | Foto | Objektbezeichnung   | Typ | Adresse | Koordinaten     |
| ------- | ---- | ------------------- | --- | ------- | --------------- |
| 03256   |      | Burgruine Fracstein | A O |         | 765580 / 205050 |

### Sils im Domleschg
| KGS-Nr. | Foto | Objektbezeichnung                           | Typ | Adresse                | Koordinaten     |
| ------- | ---- | ------------------------------------------- | --- | ---------------------- | --------------- |
| 03269   |      | Ruine Campi                                 | A O | Campi                  | 755440 / 174180 |
| 03270   |      | Carschenna (prähistorische Felszeichnungen) | A   |                        | 754500 / 173400 |
| 03271   |      | Hohenrätien, Burgruine                      | A O | Hohenrätien            | 753430 / 173140 |
| 10058   |      | Burg Ehrenfels                              | A O | Oberer Ehrenfelsweg 12 | 753960 / 173699 |

### Soazza
| KGS-Nr. | Foto | Objektbezeichnung | Typ | Adresse             | Koordinaten     |
| ------- | ---- | --- | --- | ------------------- | --------------- |
| 03284   |      | Katholische Pfarrkirche St. Martin, Beinhaus und Oratorium der Maria Addolorata / Chiesa parrocchiale cattolica di S. Martino, ossario e oratorio della Madonna Addolorata | O   | Strada de Sóra 1    | 737350 / 136280 |
| 03286   |      | Hospiz und Kreuzweg / Ospizio e Via Crucis | O   | Scala del Uspízzi 8 | 737118 / 136506 |
| 10059   |      | Haus Paret / Casa Paret | E   | Cará del Teléi 3    | 737155 / 136512 |

### St. Moritz
| KGS-Nr. | Foto | Objektbezeichnung           | Typ | Adresse        | Koordinaten     |
| ------- | ---- | --------------------------- | --- | -------------- | --------------- |
| 03303   |      | Segantini Museum (Gebäude)  | E   | Via Somplaz 30 | 783818 / 151851 |
| 08607   |      | Segantini Museum (Sammlung) | M   | Via Somplaz 30 | 783818 / 151851 |

### Sumvitg
| KGS-Nr. | Foto | Objektbezeichnung              | Typ | Adresse        | Koordinaten     |
| ------- | ---- | ------------------------------ | --- | -------------- | --------------- |
| 09070   |      | Russeinerbrücke / Punt Russein | E   | Via Sursilvana | 711429 / 175538 |

### Surses
| KGS-Nr. | Foto | Objektbezeichnung                                                                                                | Typ | Adresse                      | Koordinaten     |
| ------- | ---- | --- | --- | ---------------------------- | --------------- |
| 02873   |      | Julierpass (römisches Passheiligtum; Strasse) / Pass dal Giüglia                                                 | A   | Bivio, Julierpass            | 775820 / 149340 |
| 03172   |      | Burg Riom / Chastè da Riom                                                                                       | A O | Riom, Dinvei                 | 764360 / 164250 |
| 03203   |      | Haus Fontana, Nr. 26 / Chasa Fontana, No. 26                                                                     | E   | Salouf, Veia Principala 10   | 763686 / 165946 |
| 03220   |      | Katholische Kirche St. Martin / Baselgia catolica S. Martegn                                                     | E   | Savognin, Veia Son Martegn 2 | 765000 / 162290 |
| 03221   |      | Padnal, Mot la Cresta; bronzezeitliche alpine Siedlung / Padnal, Mot la Cresta; colonia alpina dal temp da bronz | A   | Savognin, Stradung           | 766100 / 162370 |
| 03350   |      | Katholische Kirche St. Blasius mit Pfarrhaus / Baselgia catolica S. Plasch cun chasa pravenda                    | O   | Tinizong, Cantung Bel/Ruegna | 766907 / 161388 |
| 09529   |      | Haus Cresta / Chasa Cresta                                                                                       | E   | Tinizong, Sumvei 5a, 35      | 767271 / 161083 |

### Trin
| KGS-Nr. | Foto | Objektbezeichnung                                                                                         | Typ | Adresse        | Koordinaten     |
| ------- | ---- | --- | --- | -------------- | --------------- |
| 03353   |      | Crap Sogn Parcazi; Burg-, Kirchenkastellruine / Crap Sogn Parcazi; ruina da chastè, fortezza cun baselgia | A   | Via Principala | 745850 / 188230 |

### Trun
| KGS-Nr. | Foto | Objektbezeichnung                           | Typ | Adresse           | Koordinaten     |
| ------- | ---- | ------------------------------------------- | --- | ----------------- | --------------- |
| 03354   |      | Hof des Grauen Bundes / Cuort Ligia Grischa | E   | Via Principala 74 | 718071 / 177975 |

### Untervaz
| KGS-Nr. | Foto | Objektbezeichnung | Typ | Adresse      | Koordinaten     |
| ------- | ---- | ----------------- | --- | ------------ | --------------- |
| 03370   |      | Ruine Neuburg     | A O | Wingertliweg | 760390 / 197890 |

### Val Müstair
| KGS-Nr. | Foto | Objektbezeichnung                    | Typ | Adresse                 | Koordinaten     |
| ------- | ---- | ------------------------------------ | --- | ----------------------- | --------------- |
| 03118   |      | Kloster St. Johann / Claustra S. Jon | O   | Müstair, Via Maistra 18 | 830450 / 168660 |

### Vals
| KGS-Nr. | Foto | Objektbezeichnung | Typ | Adresse  | Koordinaten     |
| ------- | ---- | ----------------- | --- | -------- | --------------- |
| 10407   |      | Doppelwohnhaus    | E   | Platz 81 | 733431 / 164422 |

### Valsot
| KGS-Nr. | Foto | Objektbezeichnung | Typ | Adresse                         | Koordinaten     |
| ------- | ---- | --- | --- | ------------------------------- | --------------- |
| 03165   |      | Reformierte Kirche St. Florinus / Baselgia refurmada S. Flurin                                                             | E   | Ramosch, Sot Baselgia           | 824521 / 191215 |
| 03166   |      | Burg Tschanüff / Chastè da Tschanüff                                                                                       | A O | Ramosch                         | 824020 / 191080 |
| 03167   |      | Mottata; prähistorische alpine Siedlung, kultivierte Terrassen / Mottata; colonia alpina preistorica, terrassas cultivadas | A   | Ramosch, Mottata                | 825880 / 191780 |
| 10064   |      | Buchdruckmuseum von Strada / Museum Stamparia da Strada                                                                    | E   | Tschlin Strada, Foppa Lunga 155 | 828320 / 194470 |

### Vaz/Obervaz
| KGS-Nr. | Foto | Objektbezeichnung                                       | Typ | Adresse                   | Koordinaten     |
| ------- | ---- | ------------------------------------------------------- | --- | ------------------------- | --------------- |
| 03385   |      | Katholische Kirche St. Leza / Baselgia catolica S. Leza | E   | Lain, Tgioc               | 759920 / 173940 |
| 10066   |      | Haus Kessler Nr. 65 / Chasa Kessler no. 65              | E   | Muldain, Voa pas Cheus 12 | 759517 / 173341 |

### Zernez
| KGS-Nr. | Foto | Objektbezeichnung                                              | Typ | Adresse                 | Koordinaten     |
| ------- | ---- | -------------------------------------------------------------- | --- | ----------------------- | --------------- |
| 03067   |      | Gonda, verlassene Siedlung / Gonda, abitadi bandunà e nunabità | A   | Lavin                   | 805211 / 183749 |
| 03332   |      | Schanzen / Fortezza                                            | A   | Susch, Uorch            | 802050 / 180864 |
| 03422   |      | Reformierte Kirche / Baselgia refurmada                        | E   | Viel dal Gallas         | 803230 / 175680 |
| 03423   |      | Schloss Wildenberg / Chastè da Wildenberg                      | O   | Via Suot 124 / Runtasch | 803220 / 175502 |
| 03427   |      | Richtstätte/Galgen / Lieu d‘execuziun/furtga                   | E   | La Fuorcha              | 801940 / 178520 |
| 09128   |      | Bezzola Palast / Palazzo Bezzolaa                              | E   | Chasa da Plaz 88        | 803100 / 175591 |

### Zillis-Reischen
| KGS-Nr. | Foto | Objektbezeichnung                                                                       | Typ | Adresse                  | Koordinaten     |
| ------- | ---- | --------------------------------------------------------------------------------------- | --- | ------------------------ | --------------- |
| 03430   |      | Reformierte Kirche St. Martin / Baselgia refurmada S. Martegn                           | E   | Zillis, Veia da Baselgia | 753364 / 166737 |
| 09516   |      | Wildener- und Premolibrücke / Punts da Wildener e Premoli                               | O   | Reischen, Viamala        | 753801 / 169835 |
| 09619   |      | Höhle unter Hasenstein, römische Kultstätte / Cuvel sut Hasenstein, cuvel da cult roman | A   | Zillis                   | 753300 / 166360 |

### Zizers
| KGS-Nr. | Foto | Objektbezeichnung                          | Typ | Adresse            | Koordinaten     |
| ------- | ---- | ------------------------------------------ | --- | ------------------ | --------------- |
| 03434   |      | Oberes Schloss mit Garten                  | O   | Stöcklistrasse 1–3 | 762090 / 200360 |
| 03435   |      | Unteres Schloss (Johannesstift) mit Garten | O   | Vialstrasse 16–18  | 761916 / 200289 |

### Zuoz
| KGS-Nr. | Foto | Objektbezeichnung                             | Typ | Adresse          | Koordinaten     |
| ------- | ---- | --------------------------------------------- | --- | ---------------- | --------------- |
| 03439   |      | Kapelle St. Sebastian / Chaplutta S. Bastiaun | E   | San Bastiaun     | 793100 / 164040 |
| 03440   |      | Haus Pult / Chesa Pult                        | E   | Plazzet/Aguel 37 | 793108 / 164434 |